# آنتسامپاندرانو (آنتانیفوتسی)
آنتسامپاندرانو (به لاتین: Antsampandrano) یک منطقهٔ مسکونی در ماداگاسکار است که در ناحیه آنتانیفوتسی واقع شده‌است. آنتسامپاندرانو ۲۹٬۷۸۸ نفر جمعیت دارد و ۱٬۶۲۰ متر بالاتر از سطح دریا واقع شده‌است.